# Tissa
Tissa (en árabe تيسة) es una ciudad de Marruecos de la región de Fez-Mequinez situada en la provincia de Taunat. De acuerdo a datos del censo en 2004 contaba con una población de 9566 habitantes.Está ubicada en la región centro-norte de Marruecos a unos 40 km de la ciudad de Fez.

## Geología
La zona presenta un importante diapiro de sal gema.

## Demografía
| Gráfica de evolución demográfica de Tissa entre 1994 y 2004 |
|                                                             |
| Población según el World Gazetteer                          |

## Cultura
A mediados de septiembre se celebra un festival de caballos en la localidad.